# ریوما واتانابه
ریوما واتانابه (انگلیسی: Ryoma Watanabe؛ زادهٔ ۲ اکتبر ۱۹۹۶) بازیکن فوتبال اهل ژاپن است.
از باشگاه‌هایی که در آن بازی کرده‌است می‌توان به باشگاه فوتبال اینگولشتات ۰۴ اشاره کرد.